# Кырыкуй
Кырыкуй (каз. Қырықүй) — упразднённое село в Актогайском районе Павлодарской области Казахстана. Входило в состав Шолаксорского сельского округа. Код КАТО — 553259200. Исключено из учётных данных в 2017 году.

## Население
В 1999 году население села составляло 55 человек (29 мужчин и 26 женщин). По данным переписи 2009 года, в селе проживало 49 человек (26 мужчин и 23 женщины).